# Candy Palmater
Candy Palmater (ur. 4 grudnia 1968 w Point La Nim w prowincji Nowy Brunszwik, zm. 25 grudnia 2021 w Toronto) – kanadyjska komiczka, aktorka i wydawca, aktywistka ruchu LGBTQ.

## Kariera
Była twórcą i autorką własnego krajowego programu telewizyjnego dla APTN, The Candy Show, a latem 2016 roku prowadziła serię codziennych wywiadów The Candy Palmater Show w CBC Radio One.
Była stałym współpracownikiem stacji CBC Radio, regularną felietonistką The Next Chapter, a także felietonistką nieistniejącej już gazety Halifax The Daily News.
CBC Newsworld nakręciło godzinny film dokumentalny o Palmater zatytułowany The Candy Show. Został wyprodukowany i wyreżyserowany przez Mary Munson. Producentem wykonawczym była Renée Pellerin.
The Candy Show to także tytuł regularnego programu komediowego emitowanego w APTN. Palmater była również stałym wykonawcą stand-upowym w klubach komediowych w Kanadzie, a także częstym gospodarzem gal i imprez rozrywkowych.
Palmater wyprodukowała swój pierwszy film, Building Legends: The Mi’Kmaq Canoe Project, w 2011 roku.
Jako aktorka zagrała w serialach telewizyjnych Forgive Me, Sex & Violence oraz Trailer Park Boys.
Jej codzienna letnia seria CBC Radio The Candy Palmater Show zadebiutowała 30 maja 2016 roku.
Była także częstym gościem w programie komediowym CBC Radio „Because News” prowadzonym przez Gavina Crawforda.
Przed śmiercią miała zagrać jedną z głównych ról w sitcomie CBC Television Run the Burbs.

## Życie prywatne
Palmater urodziła się 4 grudnia 1968 w Point La Nim w Nowym Brunszwiku i dorastała jako najmłodsza z siedmiorga dzieci. Zmarła w swoim domu w Toronto 25 grudnia 2021 roku w wieku 53 lat.